# Jennifer 8
Jennifer 8 és un thriller nord-americà de 1992 escrit i dirigit per Bruce Robinson i protagonitzada per Andy García i Uma Thurman.

## Argument
El detectiu de Los Angeles John Berlin (Andy García) s'esgota després del fracàs del seu matrimoni. Per invitació d'un vell amic i col·lega seu, Freddy Ross (Lance Henriksen), Berlin es dirigeix a una zona rural del nord de Califòrnia, per treballar amb la policia d'Eureka. Berlin molesta els seus nous col·legues, especialment John Taylor (Graham Beckel), a qui se li va negar l'ascens per fer lloc a Berlin.
Després de trobar la mà tallada d'una dona dins d'una bossa d'escombraries a l'abocador local, Berlin reobre el cas d'una noia assassinada no identificada, sobrenomenada Jennifer, que no es va resoldre malgrat un esforç de sis mesos a temps complet per part del departament. Berlin nota un nombre inusualment gran de cicatrius a la mà, així com el desgast a les puntes dels dits, que el fan adonar-se que eren causats per la lectura en braille, i conclou que la noia era cega. Comença a creure que els casos estan relacionats. Berlin fa tot el possible per convèncer Freddy i els seus companys de les seves sospites, però Taylor i el cap de policia Citrine (Kevin Conway) es neguen a creure que la mà trobada a l'abocador estigui de cap manera relacionada amb els altres casos.
Després de consultar els seus antics col·legues de Los Angeles, Berlin descobreix que en els últims quatre anys, sis dones, la majoria cegues, han estat trobades mortes o encara estan desaparegudes, totes en un radi de 300 milles de San Diego. Es convenç que "Jennifer" era la setena víctima i que la noia la mà trobada a l'abocador és "Jennifer 8", o la víctima número vuit. Mentre investiga els vincles entre les noies cegues mortes i desaparegudes, coneix la professora de música cega Helena Robertson (Uma Thurman), i determina que la seva companya d'habitació Amber era la vuitena víctima. Berlin s'obsessiona amb el cas, malgrat la manca gairebé total de proves contundents, i s'involucra sentimentalment amb Helena, que s'assembla a la seva exdona.
Després d'un atac a Helena, Ross acompanya Berlin en una vigilancia a l'institut on Helena viu en un dormitori, després de deixar-la amb la dona de Ross, Margie (Kathy Baker). Quan veuen una llanterna brillar al mateix pis que l'apartament d'Helena, Berlin hi entra per investigar mentre que Ross espera a baix, però l'assassí el deixa inconscient i dispara i mata Ross amb la pistola de Berlin. Es produeix un extenuant interrogatori a Berlin per part de l'agent especial de l'FBI St. Anne (John Malkovich), que deixa clar a Berlin que el considera l'assassí de Ross, però també revela sense voler informació que ajuda el detectiu a adonar-se que el sergent Taylor és el veritable assassí. Berlin li diu a St. Anne i Citrine qui creu que és l'assassí, però les seves deduccions són rebudes amb incredulitat. Berlin és arrestat per l'assassinat de Ross, però Margie el rescata, ja que està convençuda que Berlin no és l'assassí.
Després de pagar la fiança, el detectiu torna a casa dels Ross i descobreix que Margie ha dut Helena de tornada a l'institut. Tement que Helena i Margie estiguin en perill, Berlin es dirigeix al centre, però no aconsegueix arribar-hi abans que Taylor, que irromp i persegueix Helena. Finalment l'atrapa, i Taylor se sorprèn al descobrir que la dona que havia estat perseguint és en realitat Margie. Aquesta mata Taylor a trets, venjant el seu marit i tancant el cas.

## Repartiment
| - Andy García com a John Berlin - Uma Thurman com a Helena - Lance Henriksen com a Freddy Ross - Kathy Baker com a Margie Ross - Kevin Conway com a cap de policia Citrine - Graham Beckel com a John Taylor - Lenny Von Dohlen com a Blattis | - Bob Gunton com a Goodridge - Paul Bates com a Venables - Perry Lang com a Travis - Bryan Larkin com a Bobby Ross, fill de Freddy i Margie - Nicholas Love com a Bisley - Michael O'Neil com a Serato - John Malkovich com a agent especial de l'FBI St. Anne |

## Producció
Bruce Robinson, que ja havia dirigit Withnail and I (1987) i How to Get Ahead in Advertising (1989) i escrit el guió d'altres pel·lícules, va escriure el de Jennifer 8 amb l'objectiu que aquesta fos una pel·lícula comercial i recaptés força diners per a poder engegar altres projectes, però finalment l'obra no va resultar ser l'èxit previst.
Mentre que les escenes d'establiment es van rodar a Eureka i Trinidad, a Califòrnia, la majoria del rodatge es va dur a terme a diversos municipis de Greater Vancouver, a la Colúmbia Britànica: Riverview Hospital a Coquitlam; Richmond per a la London Heritage Farm i per al Marine Garage a Steveston, i Maple Ridge per a l'abocador i per a la granja de "John Berlin".
El rodatge va iniciar-se el 23 de setembre de 1991, tot i que inicialment estava previst pel 16 del mateix mes. Els decorats de la pel·lícula van ser dissenyats pel director d'art Richard Macdonald.
Bruce Robinsonva dir més tard que la pel·lícula havia estat afectada per la interferència de l'estudi: "Hi havia quatre caps d'estudi diferents en aquella pel·lícula, tots volien coses diferents. El pitjor va passar abans de fer la pel·lícula i va ser tenir Andy (García), que és un gran tipus, a la pel·lícula. No la vaig escriure per a un protagonista jove i guapo, la vaig escriure per a un policia vell com Gene Hackman o Al Pacino (...) El problema és quan veus Andy García i Uma Thurman junts a la pantalla penses: "Això no està malament. Un parell de protagonistes romàntics, això està bé." La qüestió era que ell era un tipus fotut; era Rod Steiger si vols."
Finalment Christopher Young va ser triat com a compositor per part del director, malgrat la resistència per part de l'estudi, que originalment volia Maurice Jarre.

## Acollida
Al lloc web de l'agregador de ressenyes Rotten Tomatoes, el 38% de les crítiques, d'un total de 21, són positives, amb una valoració mitjana de 5,3/10. Metacritic, que utilitza una mitjana ponderada, dona una puntuació de 48 sobre 100, basada en 25 crítics amb crítiques mixtes o mitjans.
A la ressenya del The New York Times, Janet Maslin considera que el fet que la pel·lícula durés dues hores va donar lloc a detalls innecessaris sense importància per al misteri, poc útils, ja que el «misteri finalment demostra ser-ne l'element més feble». La revista Fotogramas va qualificar-la de "totalment previsible".
Jennifer 8 va ser un fracàs a taquilla. Produït amb un pressupost de 20 milions de dòlars, el film va recaptar 11,4 milions de dòlars als cinemes dels Estats Units i el Canadà.